# Calle San Basilio (Sevilla)
La calle San Basilio es una vía pública de la ciudad española de Sevilla.

## Descripción
La vía discurre desde la calle Virgen del Carmen Dolorosa hasta Relator, donde conecta con Pozo. Aparece descrita en la Noticia histórica del origen de los nombres de las calles de esta ciudad de Sevilla (1839) de Félix González de León con las siguientes palabras:

Calle de San Basilio. Se halla en el cuartel C. y en la parroquia Qmnium-Sactorum. Se llama así despues del año de 1593, que se fundó en ella el colegio monacal de san Basilio, por devocion, solicitud y á espensas del devoto Nicolao Griego Triarki, persona principal y caudalosa, natural de la isla de Chipre, en el señorío de Venecia: el cual les adjudicó á los religiosos, una casa principal que le pertenecia; en la que se labró el convento. Despues de su muerte dejó por su heredera á la hermandad de la Misericordia, con calidad de que esta habia de labrar la iglesia de este nuevo convento, el retablo mayor y su sepulcro, constituyéndola patrona. Así lo cumplió labrando la iglesia que existe. Por la entrada de los franceses se exclaustraron los religiosos, y se destruyó gran parte del convento é iglesia, por lo que los huesos y losa del sepulcro del fundador se llevaron á la parroquia de san Miguel, en la cual estuvieron en un nicho, hasta que por la reconquista de esta ciudad volvieron los monjes á ocupar su convento, lo renovaron, y se estrenó la iglesia renovada el dia 13 de junio de 1814. Desde entonces continuó hasta la esclaustracion general de 1835. La fachada del convento nada tiene de particular; sobre el arco de la puerta de la iglesia hay una imágen de san Basilio, y sobre la del convento otra de santa Marina, ambas de barro, de regular mérito. En esta iglesia reside y de ella hace su estacion el jueves santo por la tarde, la cofradia de la sagrada cena de N. S. J. y María Santisima del subteraneo que es la de peores imágenes de cuantas salen en Sevilla. Son tan malas esculturas que es vergonzoso se presenten al público y sin embargo es una de las cofradias que el pueblo vé con mas gusto por lo bien adornado de los pasos. Enfrente de la puerta de la iglesia, hay una gran cruz de hierro, de ingeniosa labor, sobre su peana de material, la cual se titula la santa cruz de los Desamparados; la dió el pueblo de limosna, y se colocó allí el año de 1719, segun dicen varios azulejillos que se leen en su peana. La calle es corta, y và de la Honda, à la de la cruz de la Caja.
(González de León, 1839, pp. 203-204)

En la calle estaba el convento del mismo nombre.